# Bustelo (Penafiel)
Bustelo é uma povoação portuguesa sede da Freguesia de Bustelo do Município de Penafiel, freguesia com 6,5 km² de área e 1682 habitantes (censo de 2021), tendo, assim, uma densidade populacional de 258,8 hab./km².
Constituiu um couto até ao início do século XIX. Tinha, em 1801, 1319 habitantes.

## Demografia
A população registada nos censos foi:
| Distribuição da População por Grupos Etários | Distribuição da População por Grupos Etários | Distribuição da População por Grupos Etários | Distribuição da População por Grupos Etários | Distribuição da População por Grupos Etários |
| -------------------------------------------- | -------------------------------------------- | -------------------------------------------- | -------------------------------------------- | -------------------------------------------- |
| Ano                                          | 0-14 Anos                                    | 15-24 Anos                                   | 25-64 Anos                                   | > 65 Anos                                    |
| 2001                                         | 346                                          | 256                                          | 855                                          | 219                                          |
| 2011                                         | 214                                          | 225                                          | 880                                          | 260                                          |
| 2021                                         | 208                                          | 194                                          | 976                                          | 304                                          |

## Património
- Fonte no jardim da Casa de Cabanelas
- Mosteiro de Bustelo